# أرق الخوخ الأسود
أرق الخوخ الاسود (الاسم العلميBrachycaudus persicae) حشرة صغيرة القد من فصيلة المنية مكورة الشكل متعددة الألوان التي يغلب فيها الأسود والبني الأسفع. تركب الخوخ وجميع الأشجار اللوزية فتوقع بنواميها وأوراقها الفتية شديد الأذى.